# 中村博 (労働官僚)
中村 博（なかむら ひろし、1921年11月17日 - 1999年1月24日）は、日本の官僚。
東京帝国大学法学部政治学科卒。労働省に入り、大臣官房秘書課長、中央労働委員会、公共企業体労働委員会事務局次長、人事院公平局長、職員局長を務めた。

## 著書
- 『公務員の争議行為と処分』中央経済社 1971
- 『公務員の争議行為』日本労働協会 1972
- 『公務員法の理論と実際』中央経済社 1972
- 『通勤災害の理論と実際』労働法令協会 1974
- 『国家公務員法』第一法規出版 特別法コメンタール　1976
- 『事例研究公務員労働法』学陽書房 1980
- 『教養憲法』北樹出版 1986
- 『公務員懲戒の研究』有斐閣出版サービス 1990